# Entrepreneurial Marketing
Als Entrepreneurial Marketing wird die Behandlung spezieller Marketingfragen von neu gegründeten Unternehmen bezeichnet. Im Mittelpunkt des Entrepreneurial Marketing stehen Fragen der Markteintrittsplanung, der Positionierung und des Image-Aufbaus. Hierdurch werden auch Marketingaspekte im Rahmen einer Existenzgründung behandelt.
Die Spezialisierung hat sich im Rahmen der Startup- bzw. Gründungsforschung in den 1990er Jahren herausgebildet.
Zwei Aspekte des Entrepreneurial Marketing sind zu unterscheiden:
1. Marketing im Entrepreneurship (Gründungsmarketing od. Marketing für junge Unternehmen, die nicht zwangsläufig Existenzgründer sein müssen)
2. Entrepreneurship im Marketing (unternehmerisch-innovatives Marketing in etablierten Unternehmen, zum Beispiel durch flache Hierarchien, unkonventionelle Arbeitsweisen und starke Betonung der Unternehmensidentität). In diesem Zusammenhang werden häufig neuere Kommunikationsformen wie Guerilla-Marketing, Viral Marketing und Buzz Marketing dem Entrepreneurial Marketing genannt.

Darüber hinaus sind im Rahmen des Entrepreneurial Marketing auch weitere strategisch wichtige Fragen von Bedeutung. Beispielsweise zeigen Gruber, MacMillan & Thompson (2008), dass die Marktwahl bei Technologiegründungen eine besondere Erfolgswirkung hat und Gründer daher vor dem ersten Markteintritt versuchen sollten, mehrere Marktmöglichkeiten für die von ihnen entwickelte Technologie zu identifizieren.